# PARASAIL〜シュールホワイトのテーマ〜
「PARASAIL〜シュールホワイトのテーマ〜」（パラセイル シュールホワイトのテーマ）は、1990年4月21日に発売された角松敏生通算15作目のシングル。

## 解説
「SEA LINE」に続くインストゥルメンタル。インストゥルメンタル・アルバム『LEGACY OF YOU』に、シングルとは別アレンジで収録された。シングル・ヴァージョンはベスト・アルバム『1988-1993』に、「PARASAIL」のタイトルで収録された。カップリングの「PARASAIL (TRIPPING DUB VERSION)」は、このシングルのみの収録で、アルバム未収録。

## 収録曲
1. PARASAIL〜シュールホワイトのテーマ〜
  - 角松敏生 作曲 · 編曲
  - コーセーCFイメージソング
2. PARASAIL (TRIPPING DUB VERSION)

## クレジット
| Produced by TOSHIKI KADOMATSU                                 |
| Arranged by TOSHIKI KADOMATSU                                 |
|                                                               |
| Guitar, Keyboards, Computer Programming ; TOSHIKI KADOMATSU   |
| Synthesizer, Computer Manipulator ; KANICHIRO KUBO            |
| Sax ; MASATO HONDA                                            |
| Background Vocals ; KAYOKO “JACKIE” TAKAHASHI, KAZUMI MIYAURA |
| Photograph ; YUJI HASHIMOTO                                   |
| Art Director ; TETSUYA TSUKAMOTO                              |